# Esperanza (Schiff)
Die Esperanza (spanisch für Hoffnung) war ein Forschungsschiff, das von der politischen Non-Profit-Organisation Greenpeace eingesetzt wurde. Sie war mit einer Länge von 72,3 m das größte Schiff der Greenpeace-Flotte und mit einer Höchstgeschwindigkeit von 14 Knoten war es bis zur Indienststellung der Rainbow Warrior (Ende 2011) auch das schnellste Greenpeace-Schiff. Aufgrund hoher Eisklasse konnte die Esperanza auch in Polargebieten eingesetzt werden.
Das Schiff war an Kampagnen wie einer vierzehnmonatigen Weltreise beteiligt, um die Umweltschäden zu demonstrieren, die den Ozeanen zugefügt werden.

## Einzelheiten
Das Schiff wurde 1984 als Vikhr 4 als viertes einer acht Schiffe umfassenden Serie auf der Danziger Werft Stocznia Polnocna gebaut und diente bis zum Jahr 1998 als Feuerwehrschiff der sowjetischen Ölindustrie. Nach einem Verkauf an die Reederei Echo Shipping waren später Echo Fighter und Eco Fighter weitere Namen. Das Schiff wurde im Zuge eines Umbaus mit neuem Hubschrauberdeck und Schiffskran ausgerüstet und schließlich im Jahr 2002 für Greenpeace in Fahrt gesetzt. Den neuen Namen Esperanza bestimmten Besucher der Greenpeace-Homepage.

## Verfolgung der japanischen Walfangflotte
2007 entsandte Japan seine Walfangflotte angeblich zu Forschungszwecken. Die Esperanza begleitete diese Flotte, um den Fangerfolg zu behindern. Über diese Fahrt der Esperanza berichtet der Dokumentarfilm Jagdzeit – Den Walfängern auf der Spur.

## Video-Ausrüstung an Bord
Greenpeace platzierte auf der Esperanza 2006 auf dem Schiffsbug eine Webcam.
Im April 2006 wurde die Esperanza mit einer Unterwasser-Beobachtungs-Ausrüstung versehen, einschließlich eines autonomen Beobachtungsfahrzeuges (Nemo), das Videos bis in eine Tiefe von 300 Metern machen kann, und einer Abwurf-Kamera mit einer Tauchtiefe von 1000 m.